# Konch
Konch är en ort i Indien.   Den ligger i distriktet Jālaun och delstaten Uttar Pradesh, i den centrala delen av landet, 400 km sydost om huvudstaden New Delhi. Konch ligger 160 meter över havet och antalet invånare är 52 773.
Terrängen runt Konch är mycket platt. Runt Konch är det tätbefolkat, med 356 invånare per kvadratkilometer. Konch är det största samhället i trakten. Trakten runt Konch består till största delen av jordbruksmark.